# Centistes flavus
Centistes flavus är en stekelart som beskrevs av Chen och Van Achterberg 1997. Centistes flavus ingår i släktet Centistes och familjen bracksteklar. Inga underarter finns listade.